# Vesalea
Vesalea M.Martens & Galeotti, 1844 è un genere di piante angiosperme della famiglia delle Caprifoliacee, endemico del Messico.

## Tassonomia
Il genere comprende le seguenti specie:
- Vesalea coriacea (Hemsl.) T.Kim & B.Sun ex Landrein
- Vesalea floribunda M.Martens & Galeotti
- Vesalea grandifolia (Villarreal) Hua Feng Wang & Landrein
- Vesalea mexicana (Villarreal) Hua Feng Wang & Landrein
- Vesalea occidentalis (Villarreal) H.F.Wang & Landrein
- Vesalea subcoriacea (Villarreal) Landrein